# 実効記述集合論
実効記述集合論（じっこうきじゅつしゅうごうろん、Effective descriptive set theory）は記述集合論で細字の定義をもつ集合や実数を扱う分野である; それはすなわち、定義にいかなる実数パラメータも要さないものである (Moschovakis 1980)。つまり実効記述集合論は、記述集合論と再帰理論を組み合わせたものである。

## 構成

### 実効ポーランド空間
実効ポーランド空間とは計算可能な表現(en:computable presentation)を持つ完備可分距離空間のことである。このような空間は、実効記述集合論と構成的解析学の両方で研究されている。 特に、実数直線、カントール集合、ベール空間などのポーランド空間の標準的な例は全て実効ポーランド空間である。

### 算術的階層
算術的階層、またはクリーネ-モストフスキ階層は、ある集合を、それらを定義する式の複雑さに基づいて分類する。そのような分類を受けた集合は「算術的」と呼ばれる。
より正式には、算術的階層は一階算術の言語における論理式に分類を割り当てる。分類は自然数n（0を含む）に対して{\displaystyle \Sigma _{n}^{0}}と{\displaystyle \Pi _{n}^{0}}と表される。ここでのギリシャ文字は細字記号であり、論理式に集合パラメータが含まれていないことを意味する。
論理式 {\displaystyle \phi } が有界量化子のみを持つ論理式に論理的に同値であるとき {\displaystyle \phi } は分類 {\displaystyle \Sigma _{0}^{0}} と {\displaystyle \Pi _{0}^{0}} を両方割り当てる。
0より大きい各自然数 n に対する {\displaystyle \Sigma _{n}^{0}}, {\displaystyle \Pi _{n}^{0}} は次のように帰納的に定義される:
- {\displaystyle \phi } が {\displaystyle \exists n_{1}\exists n_{2}\cdots \exists n_{k}\psi }（ただし、{\displaystyle \psi } は {\displaystyle \Pi _{n}^{0}} 式）の形の式と論理的に同値であるとき、{\displaystyle \phi } には分類 {\displaystyle \Sigma _{n+1}^{0}} を割り当てる。
- {\displaystyle \phi } が {\displaystyle \forall n_{1}\forall n_{2}\cdots \forall n_{k}\psi }（ただし、{\displaystyle \psi } は {\displaystyle \Sigma _{n}^{0}} 式）の形の式と論理的に同値であるとき、{\displaystyle \phi } には分類 {\displaystyle \Pi _{n+1}^{0}} を割り当てる。